# Célia Xakriabá
Pour les articles homonymes, voir Xakriabá et Artemisa Xakriabá.
Célia Nunes Correa, (née le 10 mai 1989), plus connue sous le nom de Célia Xakriabá [ˈsɛ.li.ɐ ʃɐˌkɾi.ɐˈba], est une éducatrice et militante indigène du peuple Xakriabá au Brésil. Elle est notamment connue pour les débats et conférences qu'elle a tenus à l'université du Brésil, militant, entre autres, pour faire avancer les droits et statuts des femmes, des territoires et de l'éducation indigènes,.

## Enfance
Xakriabá naît dans la municipalité de São João das Missões dans l'état brésilien de Minas Gerais. Elle commence sa scolarité à l'Escola Indígena Estadual Xukurnuk. À partir de 2013, elle étudie et enseigne à la fois à l'Université fédérale de Minas Gerais. À partir de 2016, elle étudie à l'Université de Brasilia, où elle obtient un master en éducation en 2018. Elle devient ainsi la première membre de sa tribu à obtenir un diplôme de licence.
Xakriabá milite pour les droits des indigènes depuis l'âge de 13 ans.

## Carrière

### Éducation
En 2015, Xakriabá devient la première personne indigène à représenter le peuple indigène brésilien au secrétariat à l'éducation de Minas Gerais,, un rôle qu'elle conserve jusqu'en 2017. Elle souligne notamment que l'éducation reçue par les jeunes indigènes au Brésil n'est pas adaptée, car elle ne leur apprend ni leurs droits au sein du pays, ni leur histoire. Elle explique aussi le fait que dans l'enseignement de l'Ouest[Information douteuse], tout le savoir vient du professeur, contrairement à l'éducation indigène, où chacun apporte un savoir à partager.
Depuis 2017, Xakriabá a donné de nombreuses conférences, et pris part à divers débats dans les universités brésiliennes. Elle y aborde différentes questions autour des droits des indigènes tels que l'éducation, et encourage une re-dynamisation de leurs langues au sein du Brésil.

### Politique
Xakriabá s'est opposée à un projet de loi proposée par l'Assemblée législative de Minas Gerais, qui souhaitait interdire à tout orateur ou oratrice de porter une coiffe ou un vêtement « exotique » ou « excentrique ». Selon elle, il s'agissait ni plus ni moins que de chercher à invisibiliser les personnes indigènes. En février 2019, elle rejoint le conseil consultatif du Parti socialisme et liberté, représenté par Áurea Carolina, du Minas Gerais.

## Opinions

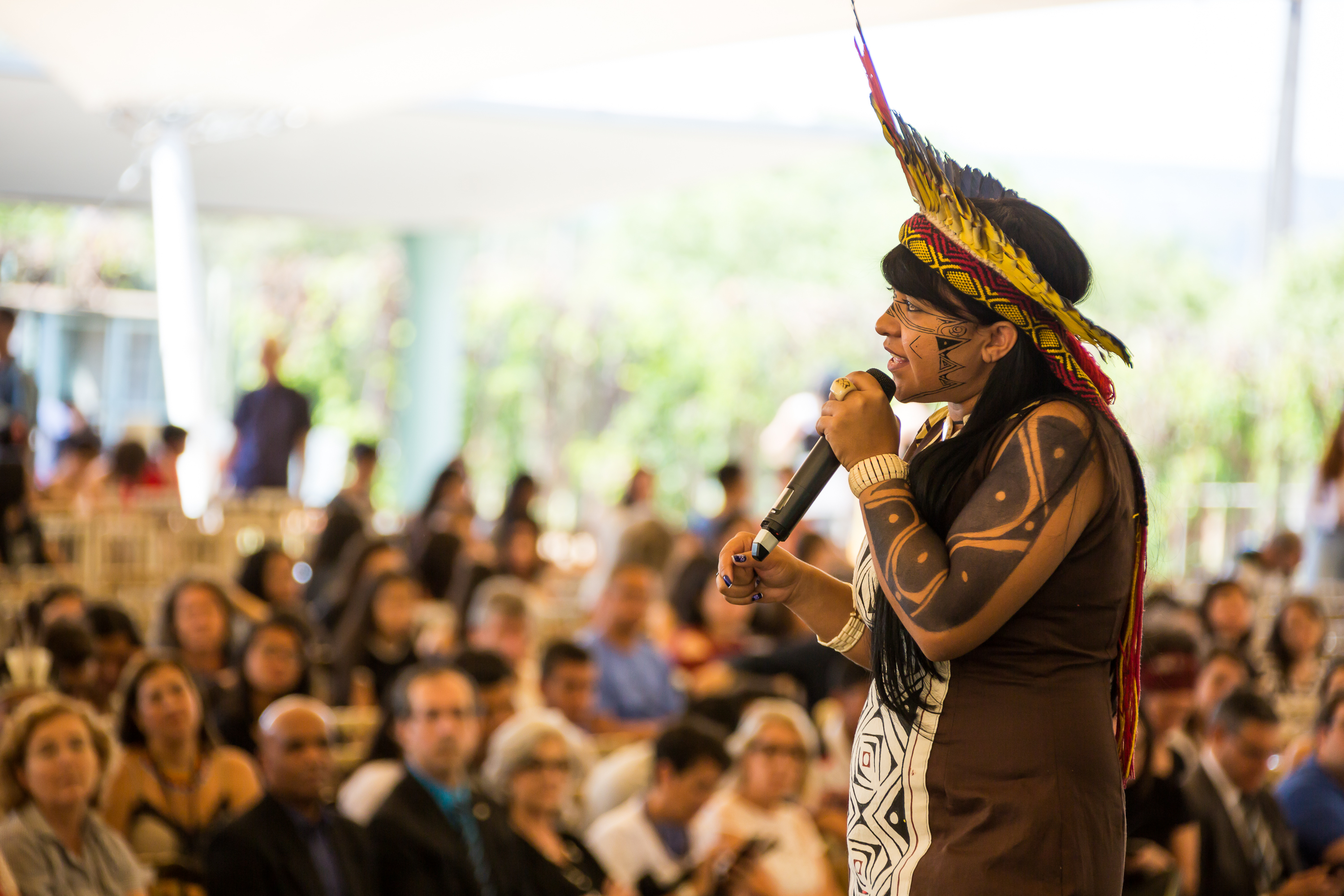
Xakriabá donnant une conférence à l'université de Brasilia en 2018.

Xakriabá reproche à l'éducation brésilienne actuelle de ne pas assez évoquer l'histoire des minorités, telles que les indigènes et afro-brésiliens, expliquant que cela conduit à ce que ces peuples se sentent déconnectés de leur propre histoire et de leurs ancêtres. Elle défend l'idée que l'éducation des jeunes indigènes brésiliens devrait faire le lien entre la terre de leurs ancêtres et leur héritage, leur identité, leur spiritualité. Xakriabá a également critiqué le fait que l'année scolaire des élèves brésiliens soit calquée sur le calendrier grégorien, expliquant que ces vacances et fêtes chrétiennes et des pays de l'Ouest n'avait aucune signification pour les peuples indigènes.
Elle soutient que l'absence de femmes brésiliennes aux postes d'autorité, de façon générale, et pour les femmes indigènes en particulier, est directement liée au colonialisme et aux valeurs de l'Ouest. Elle explique notamment que le manque de représentation des femmes est une des causes de violences contre les femmes indigènes au Brésil. Selon elle, l'influence des femmes est aussi limitée par la façon dont l'École brésilienne présente l'histoire de la colonisation, faisant passer les sociétés indigènes pour des peuples bien plus primitifs et patriarcaux qu'ils ne le sont en réalité.
Elle revient également sur le fait que les processus coloniaux de génocides et d'ethnocides ont commencé par le meurtre des peuples indigènes, puis par la destruction de leur identité, pour finir par la destruction de leurs savoirs. Xakriabá a participé à défendre le cinéma produit et dirigé par des personnes indigènes, expliquant que cela permettait de promouvoir ce savoir.
Elle est une critique virulente de la politique du gouvernement de Jair Bolsonaro, qui est selon elle l'héritage du suprémacisme blanc et du génocide indigène, eux-mêmes les restes du colonialisme. Pendant les élections de 2018, Xakriabá a pris part à des manifestations contre Bolsonaro à São Paulo.